# Pièce de théâtre

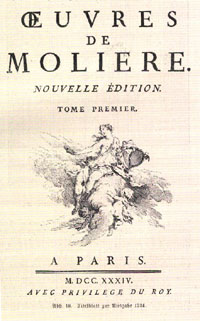
Édition des pièces de Molière en volume (1734).

Une pièce de théâtre est une œuvre destinée à être jouée durant une représentation théâtrale, la plupart du temps écrite selon des règles de la littérature dramatique. Dans ce but, le texte est essentiellement constitué de dialogues entre les personnages, ainsi que, le cas échéant, d'indications concernant la mise en scène, les didascalies : décor, localisation géographique, ambiance lumineuse et sonore, gestuelle des personnages (avec des cas limites puisque certaines pièces sont composées sans dialogue verbal, par exemple les Actes sans paroles de Samuel Beckett).
Les interprètes d'une pièce de théâtre sont les comédiens ; dans le théâtre moderne le rôle du metteur en scène est aussi important. En effet, en fonction de l'interprétation du texte qu'il veut communiquer au public, il reprend (ou parfois ne reprend pas…) les indications de la mise en scène écrites par l'auteur, et ajoute les siennes pour diriger le jeu des acteurs.
Cependant, Alfred de Musset, dont les pièces n'ont été jouées sur scène que tardivement tant sa dramaturgie romantique déroutait les directeurs de théâtre, a développé l'idée d'un théâtre à lire sous la formule « spectacle dans un fauteuil ». Le dramaturge Eugène Ionesco a établi de nouvelles règles sur le théâtre dans son livre Notes et contre-notes. Celles-ci reposent essentiellement sur la détérioration du langage, au profit du théâtre de l'absurde. Un autre dramaturge du XXe siècle à avoir suivi les règles de Ionesco est Beckett. Les deux principaux genres de pièces de théâtre sont la comédie et la tragédie.

## Historique
Les origines du théâtre remontent à l'Antiquité. Les Grecs jouaient des tragédies lors des rites religieux en l'honneur du dieu Dionysos. Ces mêmes thèmes antiques sont repris au XVIe siècle par les premiers dramaturges, comme Jodelle ou Garnier, qui commence par écrire des comédies baroques et des tragi-comédies comme Le Cid. Mais peu à peu s'impose, au nom de la vraisemblance, le respect de règles spécifiques au théâtre classique français : la règle de la bienséance et la règle des trois unités.
Les pièces de théâtre sont majoritairement écrites en vers. On distingue alors deux genres différents : la comédie — comme L'Avare de Molière, qui a été inspiré par l'Aulularia de Plaute — et la tragédie — comme Phèdre de Jean Racine (grand nombre de tragédies sont inspirées de récits mythologiques). Cependant, existent aussi des genres plus baroques, comme la comédie-ballet ou les pièces à machines.
Au XVIIIe siècle, on voit apparaître une grande variété de comédies. Existent toujours la comédie d'intrigue et la comédie de mœurs, telles que Le Jeu de l'amour et du hasard ou L'Île des esclaves de Marivaux, mais la critique sociale devient plus vigoureuse, comme dans Le Barbier de Séville ou Le Mariage de Figaro de Beaumarchais, œuvres dans lesquelles il critique ouvertement l'aristocratie. Apparaissent aussi la comédie larmoyante, puis le drame bourgeois, qui jouent sur l'émotion et la sensibilité des spectateurs.
Le début du XIXe siècle voit la naissance du drame romantique, mélange de comédie et de tragédie. Ce genre illustre le courant littéraire de l'époque, le romantisme, qui s'oppose au classicisme. La règle des trois unités disparaît, à l'exception de l'unité d'action, et les auteurs écrivent en prose poétique ou en vers. On peut citer Alfred de Musset avec Lorenzaccio, Victor Hugo avec Hernani, œuvres dans laquelle le héros est marqué par la fatalité. Des genres plus populaires se font jour : le vaudeville, le mélodrame, le théâtre de boulevard.
Vers la fin du XIXe siècle (1887) apparaît un genre radicalement différent, le drame réaliste, illustré par Henry Becque puis par le Théâtre-Libre d'André Antoine qui adapte des textes qui n'étaient pas initialement prévus pour le théâtre et s'ouvre aux auteurs étrangers. On y joue Tolstoï, Balzac, mais aussi Giovanni Verga ou Ivan Tourgueniev. Et les œuvres inédites d'écrivains célèbres : les frères Goncourt, Auguste de Villiers de L'Isle-Adam.
Enfin, au XXe siècle, certains auteurs, comme Jean Anouilh avec Antigone ou Jean Giraudoux avec Électre, reprennent des mythes antiques. On voit apparaître le théâtre engagé, dans lequel les auteurs font passer leurs idées philosophiques, comme Albert Camus dans Caligula. Certains auteurs comme Ionesco réagissent vivement à ce théâtre engagé par des pièces absurdes, dans lesquelles l'auteur fait représenter des scènes sans sens apparent pour faire réfléchir différemment le spectateur.
L'émergence des arts pluridisciplinaires a aussi développé un type de pièces de théâtre non verbal, ou mêlées à la danse (par exemple avec Jan Lauwers). Apparu d'abord avec les mouvements Dada et futuristes, ce genre dramatique est sorti de l'avant-garde théâtrale, pour devenir assez populaire. En témoigne par exemple le succès des pièces montées par James Thierrée dont La Symphonie du hanneton reçut même quatre Molières.